# 佐々木忠次
佐々木 忠次（ささき ただつぐ、1933年〈昭和8年〉2月13日 - 2016年〈平成28年〉4月30日）は、日本の舞台監督、インプレサリオ、著述家。東京バレエ団総監督、日本舞台芸術振興会（略称 NBS）専務理事を務めた。愛称は「ササチュー」。「日本のディアギレフ」との異名で呼ばれた。モットーは「諦めるな、逃げるな、媚びるな」。

## 略歴

### 生い立ち
東京府本郷区向ヶ丘弥生町に六人兄弟の次男として生まれる。子供のときから母の影響で芝居、コンサート、オペラに興味を持ち、特に東京宝塚劇場や国際劇場に惹かれた。しかし戦況が悪化し、6年生で栃木県塩谷郡塩原町で飢えを極めた学童集団疎開を経験した後、運悪く卒業前の東京大空襲前日に6年生だけ帰郷し、目の前で自宅が焼失する。呼べど叫べど誰も自宅の焼失を止めてくれなかった経験は、その後の佐々木の社会の大人への不信と反骨精神として佐々木の心に深く刻まれた。佐々木家は神奈川県足柄下郡真鶴町に転居。1945年（昭和20年）4月に神奈川県立小田原中学校入学。
終戦後、秋に東京府本所区亀沢に転居し、私立本郷中学校に転校。佐々木はまた劇場通いを始めた。そしてまず音楽部に入部した。部長が古流松藤会家元の息子で、演劇が好きでよく劇場へ行っていて、佐々木も連れて行ってもらっていた。ところが音楽部は佐々木が中2のときになくなり、高1のとき佐々木自ら演劇部を作った。そして台本、演出、舞台装置、役者をすべてやるようになった。講堂の壁をベニヤで塞いでいたが、見た目が良くない。佐々木は日本橋の三越で、戦後初のファッションショーをやっていたのに目をつけた。桜の造花が飾ってあって「終わったらどうするのか」ときくと「くずやが来てみな持っていく」という。それじゃあ我々がトラックで全部持っていくよと交渉し、できるだけ本郷高校に運んだ。その造花を3階の講堂の周りにザーッと貼り付けた。後年の舞台監督の原点である。怖いもの知らずの直接交渉もこの頃からである。千田是也の楽屋を思い切って訪ねると、親切に招き入れてもらったことがきっかけで、以来どんな大物俳優でも「怖いもの知らず」で訪ねるようになった。この延長線にヨーロッパの超一流オペラ・バレエとの交渉がつながっているのは明白である。
進路については、父からは反対されたが、母のとりなしで日本大学芸術学部演劇学科に入学した。

### オペラの舞台監督
卒業後は、内定していた東宝を蹴り、藤原歌劇団や二期会の舞台を取り仕切っていた京田進音楽事務所に就職。初めての舞台は1955年（昭和30年）7月 藤原歌劇団 ジャン・カルロ・メノッティ『領事』舞台監督補である。しかし、まもなく京田進音楽事務所は倒産し、佐々木は大学を卒業して1年もたたない若さでフリーの舞台監督となる。フリーになった第一作目の公演は藤原歌劇団『蝶々夫人』である。2年目の1956年（昭和31年）には第一次イタリア歌劇団公演で舞台監督助手を務めている。
イタリア歌劇団公演を経験したスタッフは、オペラ制作に適した劇場の実現と、歌手中心の舞台運営の見直しを目指し、同年12月に「スタッフ・クラブ」を結成する。メンバーは舞台美術の妹尾河童、演出の栗山昌良、照明の石井尚郎、指揮の岩城宏之、作曲の林光、作曲・指揮の外山雄三、舞台監督の北村三郎、舞台監督の佐々木忠次、衣裳の緒方規矩子、文芸の高橋保、写真の長谷川清一、能の観世栄夫、日本舞踊の花柳寛。しかし次第に佐々木と「スタッフ・クラブ」のメンバーにすきま風が吹くようになり、1963年（昭和38年）に「発展的解消」をすることになる。
その後佐々木は、1961年（昭和36年）の国立パリ・オペラ座歌劇団の舞台演出助手、二期会、藤原歌劇団等、1973年（昭和48年）まで（1973年は東敦子帰朝記念で特別に担当したもので、実質的には1961年（昭和36年） - 1966年（昭和41年））の6年間に58本ものオペラのプロダクションの舞台監督・制作を担当。また、1962年（昭和37年）の商業演劇『黒蜥蜴』の舞台監督まで引き受けている。さらには、いつのまにか京田進が事務局長となっていたチャイコフスキー記念東京バレエ学校の舞台監督を1963年（昭和38年）に引き受けている。目の回るような忙しさである。

### 東京バレエ団代表へ、そしてインプレサリオへ
東京バレエ学校は、コミュニストの林広吉が日本におけるソ連の「陣地」を作る目論見で1960年（昭和35年）に結成した。ソ連からははワルラーモフとメッセレルという二人の指導者を迎え、1962年（昭和37年）2回の公演『まりも』は成功裡に終わり、ソ連からの招待の話まで持ち上がったが、早くも経営危機に陥っている。さらにはソ連と日本共産党との関係が怪しくなり、当初の二人の指導者が帰国した後は1年も指導者が派遣されてこなかった。谷桃子たちは学校を去り、生徒の一部は谷桃子バレエ団へと移っていった。ソ連公演はおろか、佐々木への『まりも』の制作費すら支払われなかったが、佐々木は1963年（昭和38年）に『白鳥の湖』の制作を引き受け、東京バレエ学校に深く関わっていく。ついに1964年（昭和39年）東京バレエ学校は倒産。佐々木のもとには、ソ連大使館や、残った助手、生徒の父母たちから、存続を願う声が集まった。佐々木は、バレエ学校ではなく、プロフェッショナルなバレエ団なら経営に携わろうと決心し、東京バレエ団の代表となった。
佐々木は世界で通用するバレエ団を目指し、早くも1965年（昭和40年）に渡欧した。さっそく日本公演で舞台演出助手をした国立パリ・オペラ座歌劇団のスタッフを訪ね、パリ・オペラ座のバレエを観ている。さらにはパリ・オペラ座で英国ロイヤル歌劇団の引っ越し公演 マリア・カラスのプッチーニ『トスカ』を観た。また、ラヴェル『ダフニスとクロエ』も観た。日本でも引っ越し公演をしたいという強い欲求が生まれた。佐々木は国立パリ・オペラ座歌劇団のスタッフにヨーロッパのバレエ団と演目についてもアドバイスを求め、モーリス・ベジャールの20世紀バレエ団とジョン・クランコ率いるシュトゥットガルト・バレエ団に強く惹かれた。また、演目は『ジゼル』を勧められた。
佐々木はその後ミラノに飛び、のちに16年間スカラ座と交渉する通訳のアルマ・ラウリアと面会。さらにはウィーン・フォルクスオーパーの支配人をいきなり訪ね、レハール『メリー・ウィドウ』の日本公演を打診している。次いでモスクワに寄り、ワルラーモフとメッセレルに再会し『ジゼル』のアドバイスをもらうとともに、東京へオリガ・タラーソワを派遣する指名を得た。加えて、東京バレエ学校時代のソ連招待公演の話を『東京バレエ団』公演に振り替えてもらうよう働きかけた。

### 東京バレエ団が世界に飛び立つ
バレエ学校の設立からわずか5年、バレエ団設立からわずか1年しか経っていないにもかかわらず、いきなり海外公演をすることは無謀と思えた。しかし佐々木には勝算があった。ぴたっと揃ったコール・ド・バレエ（群舞）である。日本人は「ここまで足を上げろ」といえば全員が同じところまで上げる。発足間もない東京バレエ団にあって、短足、Ｏ脚の日本人が世界と勝負できるのはコール・ドによるアンサンブルしかない、と佐々木は見抜いていたのである。
ソ連文化省から公演の招待状は1965年（昭和40年）秋、公演は翌年8月とあった。持って行く演目は『ジゼル』『まりも』をメインに、『ジゼル』を振り付けてくれたオリガ・タラーソワがつくった小品『アーラとローリー』そしてもう一つSKDのレビュー演出家飛鳥亮振付の『日本の四季』であった。
ソ連公演のメンバーは団長佐々木、副団長京田進、『まりも』の作曲家石井歓、指揮者の秋山和慶、舞台監督の田原進、照明の石井尚郎のスタッフは18人。ダンサーは53人。
初のソ連公演ということもあり、見送りメンバーはソ連大使館のチェルノフ一等書記官、ロシア文学者の野崎韶夫、民主音楽協会の大久保直彦などがいた。
訪ソメンバーは各地で大歓迎を受けた。公演はカザンでは6日間、2番目のレニングラード（現: サンクトペテルブルク）でも6日間、最後はモスクワのクレムリン劇場で10日間。いずれも大成功であった。東京バレエ団はソ連文化省から「チャイコフスキー記念」という冠称を受領した（したがって東京バレエ団の正式名称は『チャイコフスキー記念東京バレエ団』である）。

### 民主音楽協会との関係
東京バレエ団が世界に飛び立つ前、1964年（昭和39年）の東京バレエ団の発足に伴い、民主音楽協会の理事長である秋谷栄之助と事務局長の大久保直彦から公演の打診があった。民主音楽協会は創価学会系であり「労音の息がかかっていない団体」として、東京バレエ団に白羽の矢を立てたのである。佐々木は「労音にも民音にも出られるし、団員に創価学会に入ってくれということならお断りします」と念を押した。この後、しばらくの間は、佐々木の世界戦略にとって民音とのつながりは大きな力となった。しかしバレエ公演に慣れない民音は、バレエに不向きな会場を押さえたり、ときに会場に犬が入ってきたこともあった。
1965年（昭和40年）秋谷から「民音の活動を世界に広げたい」との打診を受けた。佐々木自身も、モーリス・ベジャール・20世紀バレエ団、クランコのシュツットガルトバレエ団、パリ・オペラ座バレエ団、イギリスのロイヤル・バレエ、ソ連のボリショイバレエ団など「世界のバレエ団を日本に呼びたい」と考えていたのである。このプランは1966年（昭和41年）に「民音世界バレエシリーズ」として結実し、第1回目はソ連のノヴォシビルスク・バレエ団に決まった。佐々木は1966年（昭和41年）2月マイナス40℃のノヴォシビルスクに交渉に行っている。2か月後には第2回の視察のため秋谷とともにブリュッセルの王立モネ劇場に行き、モーリス・ベジャールの20世紀バレエ団の公演を観た。また佐々木と秋谷はミラノ・スカラ座まで足を伸ばし、以前「スカラ座は国立だから交渉相手は国でなければならない」と言われたことに対し、秋谷が政治力を行使して文部省と外務省に招聘状のようなものを作ってもらい、仮契約までこぎつけた。しかしスカラ座が来日するにはまだ15年かかるのである。
ブリュッセル・王立モネ劇場のモーリス・ベジャール・20世紀バレエ団については、佐々木一人で剛腕のマネージャーと対峙し、滑り込みセーフで契約にこぎつけた。20世紀バレエ団は1967年5月に初来日した。主催は民音と毎日新聞社、「ジャパン・アート・スタッフ」（佐々木の会社でNBSの前身の一つ）が舞台製作をした。このときロミオとジュリエットを踊った3組のうち一組が、ジョルジュ・ドンと浅川仁美のペアだった。ドンはクロード・ルルーシュ監督映画『愛と悲しみのボレロ』を通して知られ、15年後に全国を公演することになる。

### ボリショイの名花、プリセツカヤ招聘
マイヤ・プリセツカヤは、東京バレエ学校も日本の他のバレエ学校も、何度望んでも招聘を叶えることができなかったボリショイ・バレエ団の名花であった。1968年（昭和43年）1月、プリセツカヤが来日し、東京バレエ団と『白鳥の湖』を共演することになった。東京文化会館で3日間、東京厚生年金会館で1日、佐々木も唖然とするほどの大反響だった。
1968年（昭和43年）4月『ジゼル』を改めて振付し指導したのはガリーナ・ウラーノワ。すでに引退していた彼女に、彼女の代表作を依頼したのである。最高の評価を引き出すために最高の相手にアタックする。それが佐々木のやり方であり、インプレサリオの真骨頂といえた。

### 日本舞台芸術振興会（略称 NBS）の設立
その後、民音が1979年（昭和54年）の英国ロイヤル・オペラの主催から降りてしまったことをきっかけに、民音と組むのは1981年（昭和56年）のスカラ座の公演までとし、以後佐々木は、自分の財団 日本舞台芸術振興会（略称 NBS）を作って独り立ちした。

## 周囲の無理解に対する佐々木の怒り
※出典の多くが佐々木の評伝（追分2016年）であるため、佐々木側の視点に基づき、公平性を欠いている可能性があることについて留意されたい。

### 外交関係
- 1970年（昭和45年）の東京バレエ団ヨーロッパ公演に際して、現地各国の日本大使館は全く無視。フランスではパリ国際ダンスフェスティバル開幕を務める国がレセプションを務める慣例であり、日本がその役目であったが、手紙による催促もやはり無視（一切返事せず）。東京バレエ団が勢揃いした写真が新聞に載って慌てて開催したが、決定が遅かったため、招待客は集まらず、ないも同然となった[58]。
- 同年バルセロナのテアトロ・リセオ（オペラハウス）で公演予定であったが、問い合わせを受けた大使館員が「日本の踊りなら着物の踊りでしょう」と安易に答えたため、オペラハウスの公演がキャンセルになってしまった[59]。
- （同年オランダのバレエ団からの質問）「私たちは年間11億円の国家援助を受けている。今の助成金では東京バレエ団ほどの組織作りは難しい。あなた方はどれだけの援助を国家から受けているのか」[60]（日本では東京バレエ団への助成金などほんのわずかである）
- （佐々木と一緒に陳情に行った現代舞踊協会の三輝容子: 談）役人はかなり冷たかった。芸術がわかる人なんてごくごく一部だった。大蔵省の役人が「劇場の柱なんか食べてもお腹は一杯になりませんよ」と、頭ごなしに怒った[61]。
- オスロ公演の際、ノルウェー国王のオーラヴ5世が列席することになったが、日本の大使は国王と今まで会えておらず、バレエ公演がわかっていれば国王と会えたはずだという。つまり、バレエ公演を国王と会う手段としか認識していなかった。一概にどこの土地でも大使館は冷たく、大使の代理が顔を見せるぐらいであった。一方前述のオスロ大使夫妻は予定があったはずなのに国王に面会し、コペンハーゲンでも王妃が来るというので在デンマークの日本大使夫妻が来た。佐々木は、大使たちはバレエを観る気などなく、その土地の大物政治家や王室がくるとやってくるだけなのだと呆れた[62]。
- 1986年のパリ・オペラ座での公演時、日本大使館の人間は誰一人来なかった[63]。

### 文化への予算配分の無知
- 1971年（昭和46年）に文化庁の移動芸術祭が始まったが、民音の入場料が割高に見えるので、民音が公演回数を減らしたいと言ってきた。国としては予算を拠出すれば喜ばれると思ったかもしれないが、結果的には国の民間つぶしになっていることをに気づいていないのだった。公演回数はバレエ団が成長するうえで重要なのである。結局、東京バレエ団は海外に活路を見出していくことになる[64]。

### チケットの値段
- 日本のオペラやバレエのチケットの値段が欧州に比べて高いことについて、費用がかさむためであることは理解されてきているものの、最たる理由は国などからの助成金がないこと[65]が全く理解されていないことについて、佐々木の怒りは収まらなかった。しかし、それどころか、未だに「KAJIMITO会長、梶本尚康氏と日本舞台芸術振興会・東京バレエ団代表、佐々木忠次氏の逝去で音楽マネージメントの一つの時代が終わった。2,3万円台から5,6万円台の高額入場料時代は終焉に向かうだろう。1980年代末から1990年代初めにかけてのバブル経済による悪しき慣習となった高額入場料（以下略）[66]」などと、梶本と佐々木がバブルに乗って入場料を高額にしたという認識が未だに存在している。

### 『アダージェット』の著作権裁判
- ロシアのキーロフバレエ団のトップダンサー: ファルフ・ルジマートフがベジャール振付の『アダージェット』を日本の新宿文化センターで踊った。振付にも著作権はある。ジョルジュ・ドンが亡くなった後、踊る権利を持っているのはジル・ロマンのみである。原告をベジャール、被告を興行会社として提訴した。結果、佐々木たちの勝訴となり、舞踊著作権の判例として著名なものとなった。しかし、興行会社の損害賠償額がそれほど高くなかったこと、謝罪広告が認められなかったことをもって、興行会社は「著作権侵害はなかった」とし、「NBSの当社への営業妨害的な行為については遺憾を表明する」との文書をマスコミ各社に配布して、佐々木を怒らせた[67]。なお、二国（新国立劇場）オープニングの「眠れる森の美女」デジレ王子に呼ばれた海外ゲスト第一号がルジマートフだったことも佐々木の怒りをかった。

### 二国（新国立劇場）問題
- 第二国立劇場（仮称）に調査費という名目で予算がついたのは1971年（昭和46年）。当初は佐々木も期待し、朝日新聞1971年（昭和46年）3月20日夕刊に「大変喜ばしいニュース」と書いている。文化庁から頼まれ、準備の専門委員にもなっている[68]。
- 文部科学省公式の「第二国立劇場（仮称）の設立準備」については次の通り。「（前略）オペラ、バレエ、ミュージカル、現代舞踊、現代演劇等の現代舞台芸術の振興及び普及を図ることを目的とする第二国立劇場（仮称）の設立に対する要請が、国立劇場設立当初から関係者の間で起こっていた。この要請にこたえるため、文化庁は四十六年以来設置準備のための調査を実施するとともに、四十七年十二月第二国立劇場（仮称）設立準備協議会を発足させ、基本構想の検討を開始した。専門家による検討の結果、五十一年五月には、同協議会で基本構想案が承認された。[69]」
- 最初に紛糾したのはホールの座席数だった。佐々木は、海外からの招聘が必要な場合、膨大な費用が必要になるため、少なくても2000席を超える座席数を要望していた。しかし1975年8月の草案では2000席、さらにはそのわずか2か月後には1600席になった。のちに1800席で最終決定となったが、佐々木を含め反対した者は専門委員からはずされた。政治力に長けた劇団四季の浅利慶太が、ミュージカルに適した1600席をごり押ししたと言われたが、本人は否定している[68]。しかしながら黛敏郎も「ミュージカル派の意向が優先された結果」と発言するなど議論はくすぶっていた[70]。結局座席数が1800席となった理由は不明である。参考として、清水裕之（名古屋大学名誉教授・岡崎市民会館芸術監督）によると、当時清水は文化庁文化普及課の非常勤職員として第二国立劇場の事務室に勤務しており、建築計画面の資料作りに携わることができたとのことである。「文化庁が諮問した委員会での大劇場の客席数の結論は、質の高い作品を良い鑑賞条件ものとで見てもらうために、客席数を1600席に押さえるというものであった。しかし、海外からオペラの引っ越し公演を行っている興行側からは、それでは採算がとれない、少なくとも客席は2000席を超える客席が必要だというような議論が起こり、新聞や雑誌を巻き込んだ大論争になった。筆者は建築設計の立場から、2000席を超える劇場では舞台から遠すぎる席が増えすぎて鑑賞環境には無理があること、ドイツの劇場では2000席以下のオペラ・バレエ劇場が多くあり、その鑑賞条件はよく、また公共団体の支援がしっかりしているため、非常に低料金で鑑賞できることの素晴らしさを体感していたため、民間ベースの興行収入を基本とする論争にはついてゆけなかったことを鮮明に覚えている。[71]」すなわち、文化庁は各国を代表する3000席規模のホールではなく、ドイツの地方都市の中規模歌劇場を手本としていたこと、ドイツの歌劇場では演奏家は公務員として契約するが、日本はドイツと同じ費用を使っても演奏家ではなく天下り職員の人件費に消えていくので「公共団体の支援がしっかりしている」とはとても言えないこと、したがって興行収入を基本としないと民間の興行が成立しないことを認識していなかったことがわかる[72]。
- 文部科学省公式の「第二国立劇場（仮称）の設立準備」について「用地は、五十二年十二月文化庁から大蔵省に対して通商産業省東京工業試験所跡地の提供方を依頼したのを受けて、五十五年五月には、国有財産中央審議会において同跡地を用地として利用する旨の答申がなされた[73]。ところが、同跡地が、現代舞台芸術のための劇場の用地として適当かどうか等について一部に議論が起こり、結局、この議論の収束を待って劇場建築のための設計競技が国際的な規模で実施され、入賞最優秀作品を発表し、基本設計に入ったのは、六十一年のことであった。[69]」新宿の中心部から離れすぎており、文化の中心としてふさわしくないというと議論が沸騰したのである[6]。なお、当初は「駒場跡地」であったものが二転三転したようである[72]。
- 1971年 - 1992年の建設にあたって議論が紛糾している間、準備費用だけで150億円に上った。佐々木は「民間ならすでに劇場が建ってもおかしくない金額」と言った。組織が文化庁（のちに一部独立行政法人）、特殊法人（のちに公益財団法人、一般財団法人）、一般の株式会社等の法人へと何重にも複雑な業務委託が行われており、建物建設も、公演も、何もしなくても中間マージンがかかる仕組みになっている。しかも各組織は天下りポストとなっており、実態は業務委託の利ざやが天下った元公務員の人件費に充てられていることに他ならない[74]。もとは税金なのだから、説明責任が求められよう。
- 欧米の劇場であれば、インテンダント（芸術総監督）が全責任を負うことになり、それに対応できるだけの経験を積んできた芸術家がその任にあたるが、二国（新国立劇場）では理事長と芸術監督が別々に存在し、いずれがインテンダントなのか責任の所在が曖昧である（さらには評議員会まである）[75]。遠山一行と佐々木との間で激しい意見の応酬がされているが、副理事長の遠山が責任を負っておらず、芸術監督の畑中良輔が全責任を負っているという遠山の意見は無理がある[76]。しかも理事長・理事・評議員の大半は元役人か財界人であり、芸術家は少数である。責任をとれる役目でないのなら、理事会・評議員会は不要であろう。（肩書はいずれも当時）
- 新国立劇場の常設の団体は新国立劇場合唱団と新国立劇場バレエ団のみである。オペラ団体が合唱団のみのため、出演者は演奏会ごとに契約して出演料を得るしかない（なお、合唱団員も1年契約である）。国立劇場という名の貸しホール同然である。バレエ団はさらに複雑で、常設とは名ばかりで、実態は1年ごと、演目ごとに市中のバレエ団のダンサーを一本釣りして「新国立劇場バレエ団」と称しているのみである。
- 二国（新国立劇場）でわざわざ聴衆に人気があるプログラムを上演するのは民業圧迫である。しかも税金で補填される分、民間よりチケットは安くできる。国立劇場でなければ上演しにくいプログラムを組むか、民間を含めあまねく補填をするかしなければ、バレエ界の発展は望めない。

## 死去
2016年4月30日、東京都目黒区の自宅で心不全により死去。83歳没。
葬儀にはデヴィッド・ビントリー（英国バーミンガム・ロイヤル・バレエ団芸術監督）、ポール・マーフィー（指揮者）、ケヴィン・オヘア（英国ロイヤル・バレエ団芸術監督）、シルヴィ・ギエム（ダンサー）、マニュエル・ルグリ（ウィーン国立バレエ団芸術監督、ダンサー）、タマシュ・ディーリッヒ（シュッツガルト・バレエ団副芸術監督）、ペーター・コザック（ウィーン国立歌劇場）、ツァー・シン・ワン（台湾・黒潮芸術）、ソン・イー（台湾・黒潮芸術）、そしてロイヤル・バレエ団関係者らをはじめ、世界各国から大勢のアーティストや関係者が駆け付け、小泉純一郎、三浦雅士、黒柳徹子、シルヴィ・ギエムが別れの言葉を捧げた。
また、追悼メッセージを寄せた主な者は以下の通り（順不同）。アランチャ・アギーレ（映画監督）、リード・アンダソン（シュツットガルト・バレエ団芸術監督）、ディーター・グラーフェ（ジョン・クランコ作品著作権保有者）、ロイパ・アラウホ（ダンサー）、カラン・アームストロング＝フリードリッヒ（歌手、ゲッツ・フリードリッヒ未亡人）、ニコラウス・バッハラー（バイエルン国立歌劇場総裁）、アグネス・バルツァ（歌手）、坂東玉三郎（歌舞伎俳優）、フィリップ・バランキエヴィッチ（チェコ国立バレエ団芸術監督（2017シーズン - ））、ダニエル・バレンボイム（指揮者）、エドゥアルド・ベルティーニ（バレエ指導者）、デヴィッド・ビントリー（振付家、バーミンガム・ロイヤル・バレエ団芸術監督）、フェリックス・ブラスカ（振付家）、ロベルト・ボッレ（ダンサー）、ウルス・ブーヘル（駐日スイス大使）、ハンス・カール・フォン・ヴェアテルン（ドイツ連邦共和国大使）、ディエリー・ダナ（駐日フランス大使）、タマシュ・デートリッヒおよびシュツットガルト・バレエ団一同、マリア・ディ・フレーダ（ミラノ・スカラ座 ジェネラル・ディレクター）、ジャン＝マリー・ディディエール（振付助手）、サー・アンソニー・ダウエル CBE（ダンサー、元英国ロイヤル・バレエ団芸術監督）、オレリー・デュポン（パリ・オペラ座バレエ団エトワール、2016/17よりパリ・オペラ座バレエ団芸術監督）、オルガ・エヴレイノフ（振付家、教師、マカロワ版『ラ・バヤデール』振付指導）、ニコライ・フョードロフ（バレエ指導者）、バルバラ・フリットリ（歌手）、カルロ・フオルテス（ローマ歌劇場総裁）、マチュー・ガニオ（ダンサー）、メイナ・ギールグッド（元オーストラリア・バレエ団芸術監督、教師）、マルセロ・ゴメス（ダンサー）スコット・シュレクサー（エージェント）、エディタ・グルベローヴァ（歌手）、シルヴィ・ギエム、ブルーノ・アマール（パリ管弦楽団 ジェネラル・ディレクター）、マチアス・エイマン（ダンサー）、ローラン・イレール（ダンサー）、ニコライ・ヒュッベ（デンマーク王立バレエ団芸術監督）、ギネス・ジョーンズ（歌手）、マリア・コチェトコワ（ダンサー）、小泉純一郎、ルネ・コロ（歌手）、ヨッヘン・コワルスキー（歌手）、栗原小巻（女優）、イリ・キリアン（振付家）、ブリジット・ルフェーブル（元パリ・オペラ座バレエ団芸術監督）、マニュエル・ルグリ（ダンサー、ウィーン国立バレエ団芸術監督）、アニエス・ルテステュ（ダンサー）、モニク・ルディエール（ダンサー、バレエ教師）、ジャン=クリストフ・マイヨー（振付家、モンテカルロ・バレエ団芸術監督）、ナタリア・マカロワ（振付家）、デヴィッド・マッカテリ（ダンサー）、ヴラジーミル・マラーホフ（ダンサー）、デヴィッド・マッカリスター（オーストラリア・バレエ団芸術監督）、スティーヴン・マックレー（ダンサー）、ズービン・メータ（指揮者）、ワルトラウト・マイヤー（歌手）、ロベルト・マイヤー（ウィーン・フォルクスオーパー総裁）、クリストフ・ラードシュテッター（同事務局長）、ドミニク・マイヤー（ウィーン国立歌劇場総裁）、リッカルド・ムーティ（シカゴ交響楽団音楽監督、指揮者）、パトリシア・ニアリー（バランシン財団 振付指導者）、ケヴィン・オヘア（英国ロイヤル・バレエ団芸術監督）、ワレリー・オブジャニコフ（指揮者）、エリザベット・プラテル（ダンサー、パリ・オペラ座バレエ学校校長）、マライン・ラドメイカー（ダンサー）、ジル・ロマン（ベジャール・バレエ・ローザンヌ芸術監督）、エルネスト・スキアーヴィ（スカラ・フィルハーモニー管弦楽団 芸術監督）、ポリーナ・セミオノワ（ダンサー）、コーマック・シムズ（英国ロイヤル・オペラ 事務局長）、ミヒャエル・シモン（舞台美術、照明デザイナー）、シカゴ交響楽団 シカゴ交響楽団財団、アンナ・トモワ＝シントウ（歌手）、ウラジーミル・ウーリン（ロシア・ボリショイ劇場総裁）、タマーシュ・ヴァルガ（ウィーン室内合奏団）、ゲオルク・フィアターラー（ベルリン国立歌劇場ジェネラル・ディレクター）、セバスティアン・ヴァイグレ（フランクフルト歌劇場 音楽総監督）、ベルント・ヴァイクル（歌手）

## 佐々木と深い交誼を結んだ主な人々
※のちに袂を分かった人物を含む。

### 指揮者
- カルロス・クライバー
- ズービン・メータ
- ダニエル・バレンボイム
- リッカルド・ムーティ

### オーケストラ
- シカゴ交響楽団

### 作曲家
- 石井歓『まりも』
- 黛敏郎『曼荼羅交響曲』1970年（昭和45年）第2回海外公演のために作曲[79]、『涅槃交響曲』1985年『ザ・カブキ』に使用、『M』の音楽を作曲

### 演出家
- フランコ・ゼフィレッリ
- ロベルト・ジル（1961年パリ・オペラ座歌劇団日本公演時の舞台監督。中根や佐々木と親しくなり、佐々木の1965年渡欧時に現地案内とアドバイスを行う）[80]

### 美術監督
- モーリス・ブリュネ（1961年パリ・オペラ座歌劇団日本公演時の美術監督。中根や佐々木と親しくなり、佐々木の1965年渡欧時に現地案内とアドバイスを行う）[80]

### 歌手
- ホセ・カレーラス
- プラシド・ドミンゴ
- エディタ・グルベローヴァ
- ギネス・ジョーンズ
- アグネス・バルツァ
- アンナ・トモワ＝シントウ
- ルネ・コロ
- アレッサンドラ・マーク

### ダンサー・振付家等
- マリウス・プティパ（1818年3月11日 - 1910年7月14日）「クラシックバレエの父」※佐々木とは時代が違うが、振付の影響力の大きさを考慮し記載。
- ジョージ・バランシン（1904年1月22日 - 1983年4月30日）
- スラミフィ・メッセレル（1908年8月27日 - 2004年6月3日）（1960年東京バレエ学校にソ連から最初に派遣された教師。1980年息子と共にアメリカに亡命）
- アレクセイ・ワルラーモフ（1960年東京バレエ学校にソ連から最初に派遣された教師。のちに新作『かぐや姫』を委嘱されるが、1978年4月4日、4月15日の初演を前に肺がんで死去。58歳没）[81]
- デイム・マーゴ・フォンテイン DBE（1919年5月18日 - 1991年2月21日）
- オリガ・タラーソワ（ソ連から派遣された教師）
- ローラン・プティ（1924年1月13日 - 2011年7月10日）
- モーリス・ベジャール（1927年1月1日 - 2007年11月22日）（東京バレエ団のために、三島由紀夫へのオマージュ『M』、『ザ・カブキ（忠臣蔵）フォーティー・セブン・サムライズ』など、多数の新作振付と舞踏を行う）
- ジョン・クランコ（1927年8月15日 - 1973年6月26日）
- ロナルド・ハインド（1931年4月22日 - ）（1975年の欧州ツアーにおいて『マルコ・ポーロ』を委嘱した振付家）
- ルドルフ・ヌレエフ（1938年3月17日 - 1993年1月6日）
- エカテリーナ・マクシーモワ（1939年2月1日 - 2009年4月28日）とウラジーミル・ワシーリエフ（1940年4月18日 - ）夫妻 「世界最高のペア」として佐々木が招聘を取りつけたが、ワシーリエフの負傷で実現せず。代役は北原が務めたが、その後佐々木と北原の間に隙間風が吹くようになる[82]。
- ジョン・ノイマイヤー（1939年2月24日 - ）『月に寄せる七つの俳句』
- ナタリア・マカロワ（1940年11月21日 - ）
- スザンヌ・ファレル（『ボレロ』）（1945年8月16日 - ）
- ジョルジュ・ドン（1947年2月25日 - 1992年11月30日）
- イリ・キリアン（1947年 - ）
- ジル・ロマン（1960年11月29日 - ）ベジャールの死去に伴い、ベジャール・バレエ・ローザンヌの後任の芸術監督に就任
- マニュエル・ルグリ（1964年10月19日 - ）
- シルヴィ・ギエム（1965年2月25日 - ）
- ヴラジーミル・マラーホフ（1968年1月7日 - ）
- ヨハン・コボー（1972年6月5日 - ）
- アリーナ・コジョカル（1981年5月27日 - ）
- マチュー・ガニオ（1984年3月16日 - ）
- 木村公香（斎藤友佳理の母。ソ連教師から助手に指名される）
- 鈴木光代（最初の海外公演のプリマ。ソ連に残らないかという提案を受けたが、反対に遭い断念。半年後退団する[83]）
- 鈴木滝夫（ソ連教師から助手に指名される）
- 北原秀晃（代役を務めた後、ボリショイ劇場の踏破を前にして、関係の修復はできず、退団した[84]）
- 溝下司朗（1980年12月突然退団、1982年2月復帰。30代前半で芸術監督に抜擢される。2005年9月退団）
- 飯田宗孝（2004年から芸術監督）
- 高岸直樹（『ザ・カブキ』の由良之助）
- 友田弘子
- 斎藤友佳理（木村とパ・ド・ドゥ）
- 木村和夫（斎藤とパ・ド・ドゥ）
- 首藤康之（イリ・キリアンの『パーフェクト・コンセプション』、ジョン・ノイマイヤーの『スプリング・アンド・フォール』を初演）
- 上野水香
- 坂東玉三郎（ベジャール作品を観て親しい友人となる）[85]
- 蜷川幸雄（ベジャールの『我々のファウスト』を観て衝撃を受ける[86]

### 舞台美術等
- ニコラ・ベノワ（ディアギレフの『バレエ・リュス』における舞台美術家アレクサンドル・ベノワの息子）[87]
- 三宅一生（『ボレロ』衣裳）[88]

### 招聘団体事務局等
- ウラジーミル・ワシーリエフ（ボリショイ劇場総裁）[89]
- アンヌ・ロッツィ（ベジャール・バレエ・ローザンヌマネージャー）[55]

### 通訳
- アルマ・ラウリア（ミラノ・スカラ座との交渉時の通訳）
- 郡島瑛子（ベジャール等との通訳）
- 田口道子

### スタッフ他
- 中根公夫（フランス語通訳、後に東宝プロデューサー）[80][90]
- 田原進（舞台監督）「ジャパン・アート・スタッフ」1968年（昭和43年）退社→フリーを経て1979年ころ加藤とともに「ザ・スタッフ」設立[91]
- 加藤三季夫（舞台監督）「ジャパン・アート・スタッフ」1969年（昭和44年）退社→フリーを経て1979年ころ田原とともに「ザ・スタッフ」設立[91]。1981年のミラノ・スカラ座公演まで再び佐々木をサポートする[92]。
- 石井尚郎（照明）
- 山藤章二（1965年の旗揚げ公演のポスター）
- 若杉弘（練習ピアニスト）
- 高橋悠治（練習ピアニスト）
- 新部剛夫（ベジャール、プリセツカヤ等の運転手）
- 広渡勲（制作・舞台監督）「ジャパン・アート・スタッフ」[93]2002年、NBSを退社。2003年、昭和音楽大学音楽芸術運営科主任教授。同年、文部科学省特別補助オープン・リサーチ・センター整備事業研究総括者。2004年、東京藝術大学応用音楽特殊研究ゼミ講師に就任。
- 川村和彦（制作）
- 立川好治（舞台監督・舞台技術）
- 増田啓路（舞台監督）
- 高沢立生（照明）
- 市川文武（音響）
- 高橋典夫（NBS事務局長）

## 評価
佐々木は毀誉褒貶相半ばする人物であり、一概に評価することは困難である。以下は、一例にすぎず、全ての評価を代表しているわけではない。
〈追悼 佐々木忠次さん　日本バレエの偉大なインプレッサリオ〉佐々木涼子（舞踊評論家・東京女子大学名誉教授）
1970年代以降、佐々木忠次さんは世界で最高水準のバレエ公演を次々と打ち出した。それが日本のバレエ関係者、観客にとって、どれほどの勉強になったか計り知れない。少なくとも私は、佐々木さんがプロデュースした舞台に触れなかったらバレエ芸術の過去と未来について、これほど深く考えさせられることはなかったと思う。偉大な「インプレッサリオ」だった。日本では興行師などと呼ばれ、いまだ正当な評価がなされていないが、あのディアギレフがバレエ・リュスをヨーロッパに紹介し、五大陸を巡ったのが、その活動だ。彼によって20世紀のバレエの歴史が劇的に前進したのは周知の通り。佐々木さんの場合、手勢の東京バレエ団の世界ツアーの傍ら、世界トップクラスのバレエを日本に招いたが、その最大の仕事が「世界バレエフェスティバル」である。3年に1度開催され、昨年で14回目を迎えた。世界の一流バレエ団の、そのまた主役級のダンサーが男女各20人ほど集う、実に大規模なガラ公演である。えりすぐりの演技もさることながら、演目の選択が素晴らしい。今、世界で何がトップか、何が最先端か、バレエはこの先どうなっていくかを見極め、インスパイアする力が抜群だった。
私たち日本人は居ながらにして、その舞台で世界のバレエの最良の部分に触れることができた。が、今思うと、世界各地から集まっていたダンサーたちは、さらに大きな刺激を受けていたのではないだろうか。というのも、バレエの中心地と見なされる欧米各地では、それぞれにしがらみやいきさつがあり、世界バレエフェスのように世界を網羅するプログラム陣容を制作するのが逆に難しい。実際、私がフランスにいたときも世界ガラを銘打つ公演はあったが、規模も水準も世界バレエフェスには及ばなかった。かえって遠い日本だからこそ実現できた世界バレエフェスであり、それを可能にしたのが、世界中を自分の目で見て歩き、鋭く判断し、企画しえた佐々木さんの炯眼（けいがん）と手腕だった。92年に世界的振付家のローラン・プティ氏と対談した折に聞いた話だが、初演でさんざんな酷評だったバレエ「プルースト」が後に最高傑作といわれるようになったきっかけは「佐々木さんが一部分を世界バレエフェスで上演してくれて、全幕を見たいという要望がヨーロッパ中に広がったから」。90年代末にヨーロッパ各地のバレエ関係者と話した際も佐々木さんの存在が大きいのに驚いた。例えば、元スペイン国立ダンス・カンパニー芸術監督のビクトル・ウリャテ氏は「佐々木さんに呼んでもらいたいなぁ。安くてもいいから」と言い、私は思わず笑ってしまった。
ここ数年、体調不良で人前に顔を見せることがなかったが、佐々木さんの活動と志は東京バレエ団とNBS（日本舞台芸術振興会）が見事に引き継いでいる。ディアギレフよりも幸せだったと言っていいのではないか。（寄稿）

## 受賞・栄典
遺言状には「特記しておきたいのは」として「遺言者の死後、日本国以外からの叙勲は甘受するものの、日本国からのものは一切辞退する」という文言があったという。
- 1985年 - フランス共和国芸術文化勲章シュヴァリエ[98]
- 1986年 - パリ国立高等音楽・舞踊学校「ディアギレフ賞」[99]
- 1991年 - フランス共和国芸術文化勲章コマンドゥール[98][100]
- 1999年 - フランス共和国国家功労勲章オフィシエ[98][100]
- 2003年 - フィレンツェ名誉市民金賞[101]
- 2014年 - フランス共和国国家功労勲章グラン・オフィシエ[98][100]
- その他、オーストリア共和国有功栄誉金賞、イタリア共和国功労勲章ウッフィチャーレ、大英帝国勲章OBE、ベルギー王国レオポルド2世勲章オフィサー、イタリア共和国功労勲章コンメンダトーレ、デンマーク王国ダンネブロ勲章、オーストリア共和国科学芸術功労十字章、ドイツ連邦共和国功労勲章一等功労十字章、ロシア「共和国文化功労賞」、イタリア「アカデミア・フィラルモニカ会員賞（No.9358）」、イタリア「フローレンス名誉市民賞」「ミラノ名誉市民賞」など8か国から15を越す賞／勲章を受章[99][102]。

## さらなる栄誉
- 1993年 ベジャール『春の祭典』『ボレロ』の上演権を東京バレエ団のみに譲渡される。

## 著書
- 『オペラ・チケットの値段』（講談社、1999年）
- 『だからオペラは面白い ―舞台裏の本当の話』（世界文化社、2000年）
- 『闘うバレエ―素顔のスターとカンパニーの物語』（新書館、2001年）（文春文庫、2009年）
- 『起承転々 怒っている人、集まれ!―オペラ&バレエ・プロデューサーの紙つぶて156』（新書館、2009年）

## 関連資料
- DVD ジョルジュ・ドン 日本最後の『ボレロ』ジョルジュ・ドン / チャイコフスキー記念東京バレエ団 新書館ダンスビデオ 2001年[103]